# 2010年4月中国大陆

## 4月1日
- 中国共产党中央委员会、中华人民共和国国务院印发《国家中长期人才发展规划纲要（2010－2020年）》[1][2][3][4]。

## 4月5日
- 中共中央办公厅转发中共中央组织部、中共中央宣传部《关于在党的基层组织和党员中深入开展创先争优活动的意见》[5]。

## 4月12日
- 中共中央总书记、中华人民共和国主席胡锦涛于4月12日-13日期间，抵达美国，出席首届核安全峰会[6]。

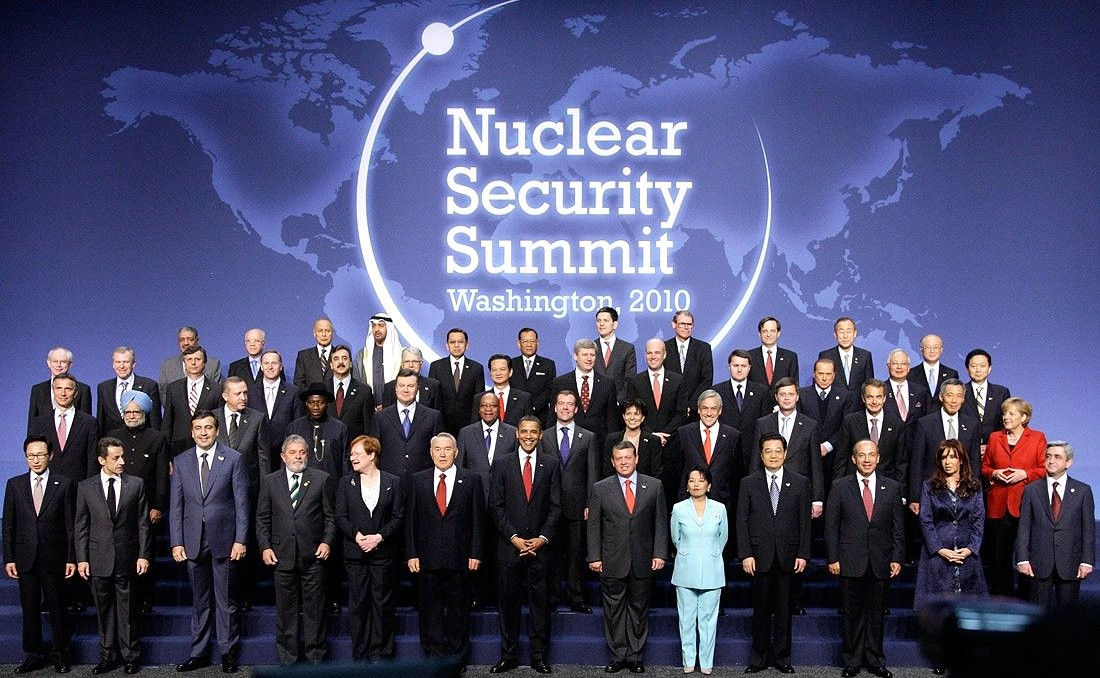
首届核安全峰会

## 4月14日
- 7时49分，中华人民共和国青海省玉树藏族自治州玉树县爆发地震，其規模達到Ms7.1级、深度為14公里。該地震導致2,698人死亡，270人失踪，12135人受伤[7]。
- 中共中央总书记、中国国家主席胡锦涛于4月14日-16日期间，对巴西联邦共和国进行国事访问并出席“金砖四国”领导人第二次正式会晤。本次访问原定于17日至18日分别对委内瑞拉和智利进行国事访问和工作访问，因玉树地震造成重大人员伤亡而提前回国，推迟对委内瑞拉和智利的访问并压缩巴西行程。此外，中国国务院总理温家宝也推迟原定于4月22日至25日对文莱、印尼和缅甸的正式访问[8][9]。

## 4月26日
- 第十一届全国人大常委会第十四次会议召开会议表决通过修订后的《保守国家秘密法》、《全国人大常委会关于修改国家赔偿法的决定》，完成各项议程后，在北京人民大会堂闭会。国家主席胡锦涛分别签署第28号、第29号主席令，公布了这两部法律[10][11]。

## 4月29日
- 第四届全国体育大会北京代表团成立大会召开。北京市代表团参加本届全国体育大会34个竞赛大项中的20个项目的比赛。其中运动员235人，领队、教练员及各队工作人员67人，参加项目和人数均超过上届[12]。

## 4月30日
- 2010年上海世界博览会举行开幕式，这是中国首次举办的综合性世界博览会[13][14]。同年10月31日，博览会闭幕[15]。